# Jaime Duarte
Jaime Eduardo Duarte Huerta (Lima, 1955. február 27. –) válogatott perui labdarúgó, hátvéd.

## Pályafutása

### Klubcsapatban
1973 és 1985 között az Alianza Lima, 1986 és 1988 között a San Agistín labdarúgója volt. A két csapattal négy perui bajnoki címet nyert. 1988–89-ben a venezuelai Deportivo Italia együttesében játszott. 1989–90-ben a Sport Boys csapatában fejezte be az aktív labdarúgást.

### A válogatottban
1975 és 1985 között 54 alkalommal szerepelt a perui válogatottban és egy gólt szerzett. Részt vett az 1978-as argentínai és az 1982-es spanyolországi világbajnokságon.

## Sikerei, díjai
Alianza Lima
- Perui bajnokság
  - bajnok (3): 1975, 1977, 1978

 AD San Agustín
- Perui bajnokság
  - bajnok: 1986